# Yeniselimiye, Rize
Yeniselimiye là một xã thuộc thành phố Rize, tỉnh Rize, Thổ Nhĩ Kỳ. Dân số thời điểm năm 2010 là 128 người.